# Raphia flexuosa
Raphia flexuosa är en fjärilsart som beskrevs av Walker 1865. Raphia flexuosa ingår i släktet Raphia och familjen nattflyn. Inga underarter finns listade.